# Херцфельд, Якоб
Якоб Херцфельд (Герцфельд) (нем. Jacob Herzfeld; 3 января 1769, Дессау, Ангальт-Дессау — 24 октября 1826, Гамбург, Германия) — немецкий актёр и театральный режиссёр.

## Биография

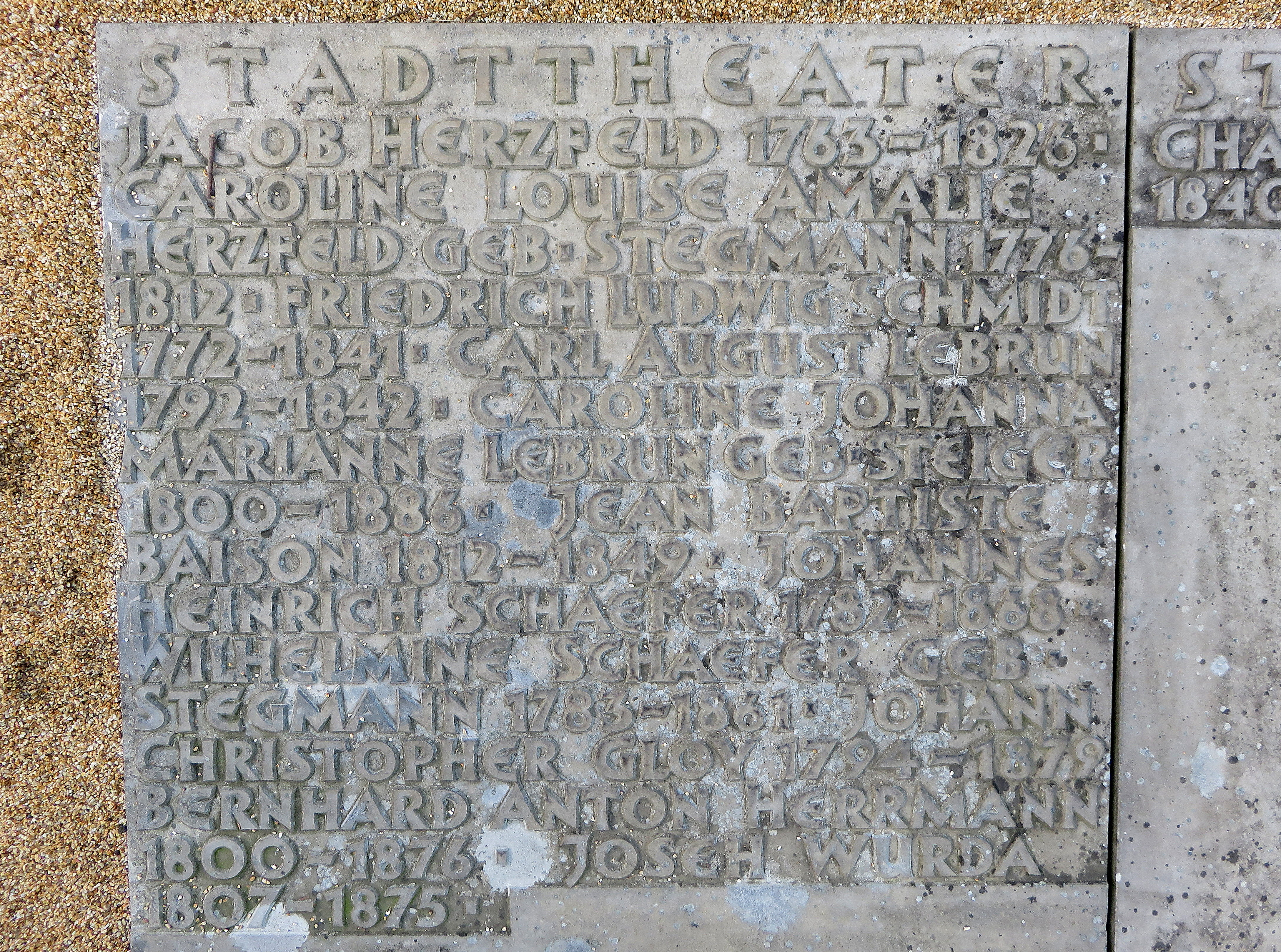
Могила Якоба Херцфельда на Ольсдорфском кладбище.

Якоб Херцфельд родился в еврейской семье Самуэля Херцфельда и Сиены Якоби. Он изучал медицину в Лейпцигском университете, но не закончил его, решив стать актёром. На театральных подмостках  дебютировал в Вене. В 1791 году Херцфельд познакомился с Фридрихом Людвигом Шрёдером, и по его приглашению переехал в Гамбург, где продолжил карьеру актёра.
В 1796 году Херцфельд принял христианство и женился на актрисе Каролине Луизе Анжелике Штегманн. С 1798 года он был содиректором Гамбургского оперного театра. Скончался в Гамбурге и был похоронен там же на Ольсдорфском кладбище (могила сохранилась).